# Jean-Baptiste Urrutia Thi
Gioan Baotixita (Jean-Baptiste) Urrutia Thi (6 tháng 11 năm 1901 - 5 tháng 1 năm 1979) là một giám mục truyền giáo người Pháp, phục vụ tại Việt Nam. Ông từng giữ chức vụ Giám mục Tông toà Hạt Đại diện Tông Tòa Huế từ năm 1944 đến năm 1960. Năm 1960, cùng với sự thành lập hàng giáo phẩm Việt Nam, ông kết thúc nhiệm vụ truyền giáo và trở về Pháp và qua đời tại đó vào năm 1979.

## Thiếu thời
Jean-Baptiste Urrutia sinh ngày 6 tháng 11 năm 1901 tại Aldudes - địa phận Bayonne.
Năm 1911, ông vào đại học Hasparren. Vào mùa hè năm 1911, các chủng sinh bị trục xuất khỏi trường đại học và các công việc đã được nối lại bởi các linh mục của giáo phận đầu tháng 10 năm 1911.
Trong tháng 10 năm 1913, ông chuyển đến Belloc đại học để tiếp tục nghiên cứu của mình cho đến tháng 6 năm 1919, dưới sự lãnh đạo của ông Abadie và Canton.
Năm 1921 thầy Urrutia nhập Chủng viện Hội Thừa Sai Hải Ngoại Paris và được thụ phong linh mục tại đó năm 1925. Tháng 9 năm này, ông được chỉ định phục vụ tại giáo phận Huế. Đầu tiên, ông học tiếng Việt và làm giáo sư Tiểu chủng viện An Ninh, rồi sau đó làm Bề trên trong vòng 15 năm, từ 1930 đến 1945. Trong số học trò của ông, có chủng sinh Phanxicô Xaviê Nguyễn Văn Thuận.
Tháng 5 năm 1937, Giám mục Lemasle cử ông làm Linh mục Chính và vẫn tiếp tục điều hành Tiểu chủng viện.
Tháng 4 năm 1945, sau cuộc đảo chính, quân Nhật bắt các thừa sai Pháp, linh mục Urrutia bị giam lỏng ở Nhà Chung Huế cùng với các tu sĩ khác.
Ngày 26 tháng 9 năm 1946, giám mục Lemasle qua đời tại Sài Gòn. Linh mục Urrutia điều hành giáo phận.

## Giám mục

### Phục vụ tại Việt Nam
Ngày 18 tháng 2 năm 1948, Linh mục Urrutia được bồ nhiệm làm Giám mục Đại diện Tông toà Giáo phận Huế sau 17 tháng trống toà với hiệu toà Isauropolis và được Khâm Sứ Toà Thánh Drapier tấn phong ngày 27 tháng 5 cùng năm. Từ khi nhận chức Giám mục Tông Toà, hàng năm ông viết và gửi báo cáo về giáo phận về Hội Thừa Sai Paris.
Trong bản báo cáo năm 1951, ông viết:
"Chúng tôi đang sống năm thứ 7 của những biến động và chiến tranh. Các giáo xứ bị đảo lộn đến nỗi năm nay cũng không thể thực hiện việc kiểm tra. Vào năm 1945, Miền Truyền giáo gồm 82 họ đạo mỗi họ đều có linh mục ở tại chỗ. Vào năm 1951, 41 giáo xứ ở trong vùng do phía bên này kiểm soát, gần một đồn bót hoặc tự tổ chức bảo vệ. Nhiều giáo xứ trong số này đã thấy số giáo dân tăng gấp đôi và có khi gấp ba, các kitô hữu sống trong những vùng hiểm nghèo đã đến qui tụ quanh tháp chuông hay gần một đồn bót. Thỉnh thoảng có khi một địa điểm quan trọng ở một nơi chiến thuật trước đây chẳng có tín hữu nào, nay lại có hàng trăm kitô hữu đến ở và dần dần làm thành quanh đó cả một làng. Thế là phải đặt nơi đó một linh mục ở tại chỗ, đó là trường hợp của Diên Sanh, Vĩnh Linh và Hoàn Lão, những nhóm người gồm các tín hữu nhất là đến từ Miền Truyền giáo Vinh, có một linh mục giáo phận này lo việc phụng tự.
...
Năm 1959, trong bản báo cáo cuối về giáo phận, ông viết:
Bên cạnh công việc chăm lo bình thường các họ đạo, mối quan tâm lớn lao của giáo phận trong năm nay là tổ chức những giáo điểm mới cho các tân tòng.
Trong một số nhóm, sinh hoạt tiếp diễn theo nhịp bình thường lâu nay: kinh nguyện, dạy giáo lý, rửa tội, trong các nhóm khác nổi lên những khó khăn khá vất vả để vượt qua... Từ một năm nay người ta tìm cách làm cho các tân tòng đổi hướng. Các cố gắng của họ không hề có kết quả trong những nhóm đã được tổ chức, nhưng không thiếu phần nguy hiểm cho những gia đình hoặc những cá nhân sống riêng lẻ. Người ta hầu như rình chờ xem có ai muốn trở lại. Một khi ngửi mùi thấy có nguy cơ trở lại đạo, tức khắc họ đến và cố sức làm cho những tân tòng thay đổi ý định. Họ biết rằng người vợ tình cảm hơn, cũng như mê tín hơn nên họ gây áp lực trên người vợ,để người này làm cho người chồng từ bỏ ý định. Và có thể thấy những tổ ấm rất hợp nhất lại bị nguy cơ chia rẽ vì vấn đề tôn giáo.
...
Năm vừa rồi phần lớn các cuộc xin trở lại đến từ các làng hay các nhóm làng ở gần. Điều này giúp xây dựng nên những trung tâm cho hàng chục và cả hàng trăm tân tòng. Năm nay ngược lại, nhiều người xin trở lại đến từ các làng hoàn toàn lương dân, ở xa các họ đạo và các nhóm 4 hoặc 5 gia đình kitô hữu. Việc dạy họ sẽ khó hơn vì ở xa, vì các tân tòng ở tản mác và các nhóm quá nhỏ bé. Lại sẽ phải dạy tăng cường và dài lâu, vì những nhóm nhỏ mới theo này sẽ không được theo dõi gần gũi cho bằng những người được liên kết với những họ đạo lớn.
Một khi đã quyết định trở lại đạo, các tân tòng trung thành với kinh nguyện và việc học giáo lý Nhiều linh mục kèm theo những bài dạy giáo lý là các cuộc thuyết trình (conférences) được tổ chức ban tối. Tất cả giáo dân đều tham dự, và khi vị thuyết trình nói hấp dẫn và đơn sơ rõ ràng, thì cuộc hội thảo có thể kéo dài hàng giờ... Các cuộc nói chuyện nầy mang lại nhiều ích lợi và thường lôi cuốn thêm những cuộc trở lại mới.
Đáng tiếc là các người thuyết trình, linh mục và giáo dân, không có nhiều, trong lúc nhiều người tôn giáo khác lại khởi sự phổ biến tôn giáo mình với những hoạt động phát tờ rơi và thuốc men lôi cuốn nhiều người đến nghe...
Ngày 24 tháng 11 năm 1960, các giáo phận tông toà Việt Nam được nâng lên Giáo phận Chính toà. Giáo phận Huế được nâng lên Tổng giáo phận, ông bàn giao giáo phận cho tân Tổng giám mục Phêrô Martinô Ngô Đình Thục. Toà Thánh thăng chức Tổng Giám mục hiệu toà Carpathos cho ông để ghi công. Ông vẫn muốn sống và làm việc tại Tổng giáo phận Huế, vì vậy ông về ở tại Trung tâm Thánh Mẫu La Vang... Ông cũng tham dự Công đồng Chung Vaticanô 2 tại Vatican.
Tháng 2 năm 1966, Tổng giám mục Urrutia đến ở Trụ sở truyền giáo dành riêng cho các thừa sai Hội Truyền giáo Hải Ngoại Paris tại Đông Hà (Quảng Trị). "mùa hè đỏ lửa 1972", ông vào Huế.

### Về Pháp và qua đời
Năm 1974, ông về Pháp thăm lại quê hương bạn bè. Khi đến Pháp ngày 05 tháng 4 năm 1975, ông về nhà truyền giáo cũ Montbeton, gần Montauban. Ông dự định sẽ trở lại Việt Nam, nhưng xảy đến biến chuyển lớn ngày 30 tháng 4 năm 1975. Thế là ông phải ở lại Pháp vĩnh viễn. Ông đã sống ở đó trong gần bốn năm, tương đối khỏe mạnh cho đến giữa năm 1978. Sau đó, ông sức khoẻ ông suy giảm. Ông đã mất gần như hoàn toàn mất trí nhớ.
Ông qua đời ngày 5 tháng 1 năm 1979 tại Montbeton, thọ 78 tuổi, sau 50 năm phục vụ tại giáo phận Huế với 12 năm làm Giám mục Đại diện Tông Toà lãnh đạo giáo phận.
Lễ tang ông được tổ chức ngày 21 tháng 1 cùng năm, do linh mục Etcharren cử hành.